# ستريمور
ستريمور هو نادي كرة قدم في جزر فارو تأسس في 1993.